# Klina
Klina (albanisch auch Klinë, serbisch-kyrillisch Клина) ist eine Kleinstadt und Amtssitz der gleichnamigen Gemeinde im Nordwesten des Kosovo. Durch den Ort fließt der Weiße Drin.

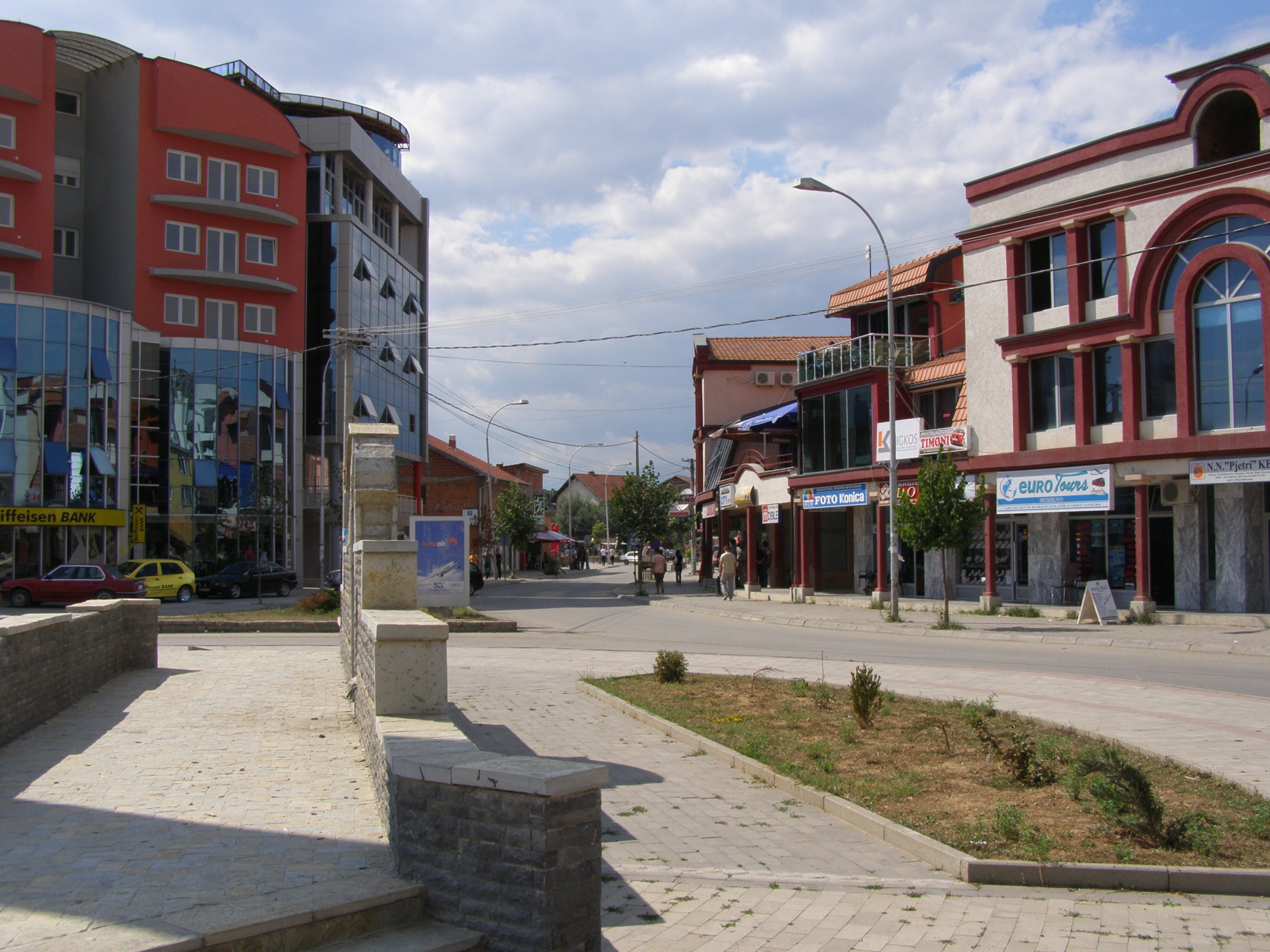
Straßenszene im Ortszentrum

## Bevölkerung
Die zuletzt durchgeführte Volkszählung 2011 ergab für Klina 5542 Einwohner. Hiervon sind 5339 (96,34 %) Albaner und 180 (3,25 %) Aschkali und Balkan-Ägypter.
4219 (76,13 %) deklarierten sich als Muslime und 1299 (23,44 %) als Katholiken.
| Volkszählung | 1948 | 1953 | 1961 | 1971 | 1981 | 1991 | 2011 |
| ------------ | ---- | ---- | ---- | ---- | ---- | ---- | ---- |
| Einwohner    | 630  | 699  | 1092 | 1929 | 4512 | 8050 | 5542 |

## Söhne und Töchter der Stadt
- Kolë Berisha (* 1947), Politiker
- Marjan Dema (* 1957), Mathematiker und Rektor der Universität Prishtina
- Sali Bashota (* 1959), Schriftsteller
- Kristian Nushi (* 1982), Fußballspieler
- Endrina Elezaj (* 1997), Fußballspielerin